# Система Станиславского

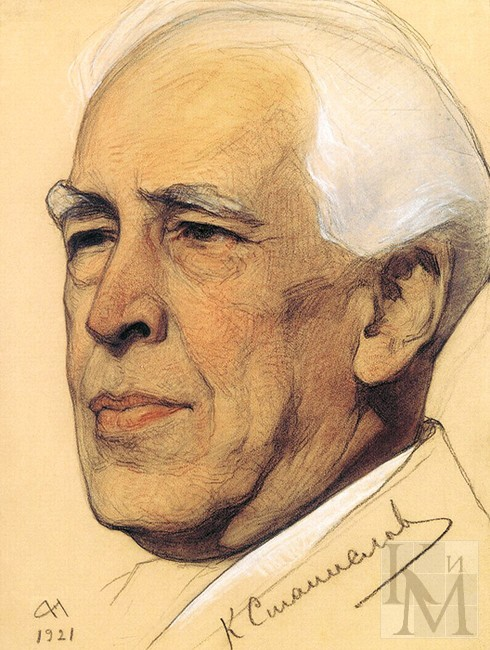
Константин Сергеевич Станиславский
рис. Николая Андреева

Систе́ма Станисла́вского — теория сценического искусства, метода актёрской техники. Была разработана русским режиссёром, актёром, педагогом и театральным деятелем Константином Сергеевичем Станиславским в период с 1900 по 1910 год. В системе впервые решается проблема сознательного постижения творческого процесса создания роли, определяются пути перевоплощения актёра в образ. Целью является достижение полной психологической достоверности актёрской игры.
В основе системы лежит разделение актёрской игры на три технологии: ремесло, представление и переживание.
1. Ремесло по Станиславскому основано на использовании готовых штампов, по которым зритель может однозначно понять, какие эмоции имеет в виду актёр.
2. Искусство представления основано на том, что в процессе длительных репетиций актёр испытывает подлинные переживания, которые автоматически создают форму проявления этих переживаний, но на самом спектакле актёр эти чувства не испытывает, а только воспроизводит форму, готовый внешний рисунок роли.
3. Искусство переживания — актёр в процессе игры испытывает подлинные переживания, и это рождает жизнь образа на сцене.

Система в полной мере описана в книге К. С. Станиславского «Работа актёра над собой» (1938 год).
Основы системы были перенесены в США учениками Станиславского Р. В. Болеславским и М. А. Успенской. Элементы системы в интерпретации американского режиссёра и педагога Ли Страссберга легли в основу методики актёрской подготовки в США (т. н. «метода»).

## Основные принципы системы

### Правда переживаний
Основным принципом игры актёра не является показ укоренившегося доселе лицедея, импровизирующего роль. Актёр должен переживать то, что происходит с персонажем. Эмоции, испытываемые актёром, должны быть подлинными. Актёр должен верить в «правду» того, что он делает, не должен изображать что-то, но должен проживать на сцене что-то. Если актёр сможет что-то прожить, максимально в это поверив, он сможет максимально правильно сыграть роль. Его игра будет максимально приближена к реальности, и зритель ему поверит. К. С. Станиславский писал по этому поводу: «Каждый момент вашего пребывания на сцене должен быть санкционирован верой в правду переживаемого чувства и в правду производимых действий».

### Продумывание предлагаемых обстоятельств
Работа актёра над ролью — это, в первую очередь, погружение в предлагаемые обстоятельства малого, среднего и большого круга. Актёр не пытается стать другим человеком, роль — это «я» в предлагаемых обстоятельствах. Чувства актёра — это его собственные чувства, источником которых является его внутренний мир. Он многогранен, поэтому актёр, прежде всего, исследует себя и пытается найти нужное ему переживание в себе, он обращается к собственному опыту или пытается фантазировать, чтобы найти в себе то, чего он никогда не испытывал в реальной жизни. Чтобы персонаж чувствовал и действовал наиболее верным образом, необходимо понять и продумать обстоятельства, в которых он существует. Обстоятельства определяют его мысли, чувства и поведение. Актёр должен понять внутреннюю логику персонажа, причины его поступков, должен для себя «оправдать» каждое слово и каждое действие персонажа, то есть понять причины и цели. В конце своей жизни Станиславский обращал внимание не только на точное произнесение реплик, но и на верное физическое действие актёра, сформулировав метод действенного анализа. Как писал К. С. Станиславский, «сценическое действие должно быть внутренне обосновано, логично, последовательно и возможно в действительности» . Актёр должен знать (если это не указано в пьесе — придумать) все обстоятельства, в которых находится его персонаж. Это знание причин, а не самих эмоциональных проявлений, позволяет актёру каждый раз по-новому переживать чувства персонажа, но с одинаковой степенью точности и «правдивости».

### Рождение места и действий «здесь и сейчас»
Очень важная особенность актёрской игры — переживание «здесь и сейчас». Любая эмоция, любое действие должно родиться на сцене. Актёр, несмотря на то, что он знает, что он должен делать как тот или иной персонаж, должен дать себе возможность захотеть совершить то или иное действие. Действие, таким образом совершённое, будет естественным и оправданным. Если одно и то же действие из спектакля в спектакль будет совершаться каждый раз «здесь и сейчас», то оно не станет у актёра неким «штампом». Актёр каждый раз будет выполнять его по-новому. И для самого актёра выполнение этого действия каждый раз будет давать ощущение новизны, необходимое для того, чтобы получать удовольствие от своей работы.

### Работа актёра над своими собственными качествами
Для того, чтобы иметь возможность придумывать обстоятельства роли, актёру необходимо обладать развитой фантазией. Чтобы роль получалась максимально «живой» и интересной для зрителя, актёр должен использовать свою наблюдательность (замечать в жизни какие-то интересные ситуации, интересных, «ярких» людей и т. д.) и память, в том числе и эмоциональную (актёр должен уметь вспомнить то или иное чувство для того, чтобы быть в состоянии снова его пережить).
Ещё один важный аспект профессии актёра — умение управлять своим вниманием. Актёру необходимо, с одной стороны, не уделять внимания залу, с другой стороны, максимально концентрировать своё внимание на партнёрах, на происходящем на сцене. К. С. Станиславский писал: «Наблюдая за жизнью, артист должен смотреть вокруг себя не как рассеянный обыватель и не как холодный статистик, которому нужна только фактическая и цифровая точность собираемых сведений. Артисту нужно проникнуть в суть наблюдаемого, внимательно изучать предлагаемые жизнью обстоятельства и поступки людей, понять склад души, характер того, кто совершает эти поступки. А это удаётся только по-настоящему заинтересованному, внимательному художнику».
Кроме того, существуют технические моменты. Актёр должен уметь встать в свет, уметь «не свалиться в оркестровую яму» и т. д. Он не должен концентрировать на этом своё внимание, но должен избегать технических накладок. Таким образом, актёр должен уметь управлять своими эмоциями, вниманием, памятью. Актёр должен уметь посредством сознательных актов контролировать жизнь подсознания («подсознание» в данном случае — термин, который использовал К. С. Станиславский, и значение которого заключается в том, что «подсознание» — это система непроизвольной регуляции), которое, в свою очередь, определяет возможность эмоционально наполненного проживания «здесь и сейчас». «Каждое наше движение на сцене, каждое слово должно быть результатами верной жизни воображения» — пишет К. С. Станиславский. Важный аспект актёрской деятельности — работа со своим телом. В театральной педагогике существует множество упражнений, которые направлены на работу с телом. Во-первых, эти упражнения избавляют человека от телесных зажимов, во-вторых, развивают пластическую выразительность. Я. Морено писал, что К. С. Станиславский «…размышлял над тем, как бы изобрести средства, которыми можно было бы освободить организм актёра от клише и дать ему наибольшую свободу и творчество, необходимые для предстоящей задачи». Система Станиславского направлена на достижение человеком свободы творчества, в том числе и на телесном уровне. Многочисленные упражнения направлены на то, чтобы актёр имел свободный доступ к своему собственному творческому потенциалу.

### Взаимодействие с партнёрами
Творчество в театре чаще всего носит коллективный характер: актёр работает на сцене вместе с партнёрами. Взаимодействие с партнёрами — очень важный аспект актёрской профессии. Партнёры должны друг другу доверять, друг другу помогать и содействовать. Чувствование партнёра, взаимодействие с ним — один из основных элементов актёрской игры, позволяющих поддерживать включённость в процесс игры на сцене.

## Актёры, удостоившиеся приза Станиславского
- 2001 — Джек Николсон
- 2002 — Харви Кейтель
- 2003 — Фанни Ардан
- 2004 — Мерил Стрип
- 2005 — Жанна Моро
- 2006 — Жерар Депардьё
- 2007 — Даниэль Ольбрыхский
- 2008 — Изабель Юппер
- 2009 — Олег Янковский (посмертно)
- 2010 — Эммануэль Беар
- 2011 — Хелен Миррен
- 2012 — Катрин Денёв
- 2013 — Ксения Раппопорт
- 2014 — Инна Чурикова
- 2015 — Жаклин Биссет
- 2016 — Марина Неёлова
- 2017 — Микеле Плачидо
- 2018 — Настасья Кински
- 2019 — Рэйф Файнс
- 2020 — Светлана Крючкова
- 2021 — Сергей Никоненко
- 2022 — Константин Хабенский
- 2023 — Ирина Купченко
- 2024 — Евгений Миронов